# Morton County (Kansas)
Morton County is een county in de Amerikaanse staat Kansas.
De county heeft een landoppervlakte van 1.890 km² en telt 3.496 inwoners (volkstelling 2000). De hoofdplaats is Elkhart.